# سیارک ۸۱۸۹
سیارک ۸۱۸۹ (به انگلیسی: 8189 Naruke، نامگذاری:1992YG3) هشت هزار و صد و هشتاد و نهمین سیارک کشف شده‌است که در ۳۰ دسامبر ۱۹۹۲ کشف شد.
قدر مطلق سیارک برابر ۱۲٫۲۰ است.